# La Main au collier
Ne doit pas être confondu avec La Main au collet.
Pour plus de détails, voir Fiche technique et Distribution.
La Main au collier ou Doit aimer les chiens au Québec (Must Love Dogs) est un film américain réalisé par Gary David Goldberg sorti en 2005.

## Synopsis
Sarah Nolan, une enseignante fraîchement divorcée, tente de retrouver le grand amour. Elle est aidée dans sa tâche par sa famille, animée des meilleures intentions à son égard. Sa sœur Carol, jouant l'entremetteuse, publie des petites annonces mentionnant que le postulant « devra aimer les chiens »... Un jeune homme répond à l'annonce.

## Fiche technique
- Titre : La Main au collier
- Titre québécois : Doit aimer les chiens
- Titre original : Must Love Dogs
- Réalisation : Gary David Goldberg
- Scénario : Gary David Goldberg d'après le roman de Claire Cook
- Photographie : John Bailey
- Musique : Vinnie Zummo, Susie Suh et Craig Armstrong
- Pays : États-Unis
- Genre : Comédie romantique
- Durée : 105 min

## Distribution
- Diane Lane (V. F. : Hélène Chanson, V. Q. : Anne Bédard) : Sarah Nolan
- John Cusack (V. F. : Renaud Marx, V. Q. : Gilbert Lachance) : Jake Anderson
- Elizabeth Perkins (V. F. : Pauline Larrieu, V. Q. : Lisette Dufour) : Carol Nolan
- Brad William Henke (V. F. : Jean-Jacques Nervest, V. Q. : Michel M. Lapointe) : Leo
- Stockard Channing (V. F. : Françoise Vallon, V. Q. : Johanne Garneau) : Dolly
- Christopher Plummer (V. F. : Bernard Dhéran, V. Q. : Vincent Davy) : Bill Nolan
- Colin Egglesfield : David
- Ali Hillis (V. F. : Caroline Bose) : Christine Nolan
- Dermot Mulroney (V. F. : Olivier Cruveiller, V. Q. : François Trudel) : Bob Connor
- Victor Webster : Eric
- Julie Gonzalo (V. F. : Barbara Kelsch) : June
- Jordana Spiro (V. F. : Marie-Frédérique Habert) : Sherry
- Glenn Howerton (V. F. : Jean-Pascal Quilichini) : Michael
- Will McCormack (V. F. : Didier Cherbuy, V. Q. : Martin Watier) : Jason

Sources et légendes : Version française (V. F.) sur RS Doublage et Voxofilm.Version québécoise (V. Q.) sur Doublage QC

## Sortie et accueil
Le film rencontre un succès commercial modéré, ne rapportant que 58 405 313 $ de recettes mondiales, dont 43 894 863 $, pour un budget de production estimé entre 30 à 35 millions de $,. En France, il ne totalise que 5 774 entrées, en raison de la faible distribution en salles (20 copies), où il fut diffusé uniquement deux semaines.
L'accueil critique est aussi mitigé dans les pays anglophones, obtenant un taux de 37 % sur le site Rotten Tomatoes pour 150 commentaires collectés et une moyenne de 5/10 ( reproches quant à la prévisibilité du film, malgré « le bon travail de ses protagonistes sympathiques »), et un score de 46/100 sur le site Metacritic, basé sur 36 critiques collectées.